# Caligo brasiliensis
Caligo brasiliensis là một loài bướm ngày thuộc họ Nymphalidae. Loài này được tìm thấy ở hầu hết Nam Mỹ as various subspecies, bao gồm Brasil, Colombia, Venezuela và Ecuador. Its range extends through Trinidad, Honduras, Guatemala và Panama phía bắc đến México.
Ấu trùng của phân loài được chỉ định đã được ghi nhận trên Euterpe edulis, Musa spp. và Hedychium coronarium. Ấu trùng của phụ loài sulanus đã được ghi nhận trên loài Heliconia, Calathea và Musa.

## Phụ loài
- Caligo brasiliensis brasiliensis (Brazil)
- Caligo brasiliensis galba (Colombia)
- Caligo brasiliensis caesius (Venezuela)
- Caligo brasiliensis morpheus (Ecuador, Colombia)
- Caligo brasiliensis minor (Trinidad)
- Caligo brasiliensis sulanus (Honduras, Guatemala, Panama, Mexico)